# Narganá
Narganá – największe miasto w zachodniej części autonomicznej comarki Kuna Yala w Panamie.  Ludność: 14 060 (2010). Miasto znajduje się na wyspie o tej samej nazwie (Yandup w języku Indian Kuna) na archipelagu San Blas. W mieście znajduje się szpital i szkoła, w pobliżu lotnisko (IATA:NGN). Połączone jest mostem z zamieszkaną wyspą Corazón de Jesús.